# María José Martínez de la Fuente
María Josefa Martínez de la Fuente (Aranjuez, 1968), abogada y política española del Partido Popular, fue alcaldesa de Aranjuez entre 2011 y 2015. y entre 2019 y el 12 de junio de 2024, en beneficio de Miguel Gómez Herrero, su sucesor en el cargo.

## Biografía
Nació, cursó las enseñanzas primaria y media en Aranjuez y ha residido siempre en su ciudad natal. Licenciada en Derecho por la Universidad Complutense de Madrid es abogada del Ilustre Colegio de Abogados de Madrid. Experta en temas de Patrimonio Histórico, ha pronunciado conferencias y participado como ponente en cursos universitarios sobre defensa del Patrimonio Histórico-Cultural, tema sobre el que ha escrito en publicaciones especializadas. Ha sido presidenta de la Fundación Aranjuez Paisaje Cultural y Presidenta de la Alianza de Paisajes Culturales Patrimonio de la Humanidad. Vocal del Consejo Regional de Patrimonio Histórico de la Comunidad de Madrid y de su Comisión Permanente y miembro del Consejo Regional de Cultura. Su partido obtuvo una mayoría de 14 concejales en las elecciones municipales del 22 de mayo de 2011 que permitió a De la Fuente convertirse en la primera alcaldesa de la ciudad, que desde 2001 es Paisaje Patrimonio de la Humanidad por la UNESCO. 
En las elecciones municipales del 24 de mayo de 2015 la lista del Partido Popular que De la Fuente encabezó fue la más votada pero la unión de tres formaciones de izquierdas impidió su continuidad en la Alcaldía. Entre 2015 y 2019 De la Fuente fue portavoz del Grupo de Concejales del Partido Popular en el Ayuntamiento ribereño. Tras las elecciones municipales del 26 de mayo de 2019 consiguió recuperar la alcaldía por un acuerdo con otras tres fuerzas políticas de centro y derecha que la apoyaron como candidata del Partido Popular. Tomó posesión de la Alcaldía el 15 de junio de 2019. 
Cargo de Confianza en la Concejalía de Juventud en 1998, Concejala del Ayuntamiento de Aranjuez desde marzo de 2003. Fue Concejala-Delegada de Régimen Interior, Personal y Turismo. Desde octubre de 2003 a junio de 2011 fue Portavoz del Grupo de Concejales del Partido Popular. Tras ser Secretaria General, fue elegida Presidenta del Partido Popular en 2005 y reelegida en 2008, en 2013 y 2017. Formó parte de la Comisión Ejecutiva de la Federación Madrileña de Municipios. Es miembro del Comité Ejecutivo Regional del Partido Popular y miembro de la Junta Directiva Nacional del Partido Popular. 
En enero de 2007 la Federación Española de Ciencias Históricas le concedió, dentro de sus Premios anuales, el Premio Nacional a la Defensa del Patrimonio Histórico y Cultural, y en 2012 recibió el Premio Cultura Viva en el apartado de Defensa del Patrimonio Histórico. Es autora de los estudios Patrimonio Histórico y Guardias Valonas: Memoria de Flandes en el Real Sitio de Aranjuez y Diego Ángel Moraleja y el Motín de Aranjuez. El agricultor y luego guerrillero que apresó a Godoy. Es miembro honoraria del Cuerpo Colegiado de Descendientes de las Reales Guardias Valonas y está en posesión de la Cruz de Plata de la Orden del Mérito de la Guardia Civil.
Actualmente, ya no es alcadesa de Aranjuez. Asume el cargo de diputada en la Ilustrísima Asamblea de Madrid desde la que defiende diariamente los derechos de todos los madrileños y, especialmente, los ribereños.